# 映像の世紀 バタフライエフェクト
『映像の世紀バタフライエフェクト』（えいぞうのせいきバタフライエフェクト）は、2022年4月4日から、NHK総合にて放送されている教養番組である。

## 概要
2022年1月11日 19時57分 - 20時43分に『あの日があるから今がある』というパイロット版の番組を制作・放送し、同4月から月曜 22時 - 22時45分（再放送・水曜ミッドナイトチャンネル枠内の23時50分 - 翌木曜 0時35分）でレギュラー放送を開始した。2024年度から再放送は木曜深夜へと移動した。
この番組では、これまで1995年の放送70周年・戦後50周年を記念して製作を開始した一連の『映像の世紀』シリーズ（映像の世紀、新・映像の世紀、映像の世紀プレミアム）のスタッフがプロデュースし、NHKが保存している戦後の映像史の中から、「罪と勇気の連鎖」をキーワードに、様々な歴史を振り返っていく。
2022年10月11日、第70回菊池寛賞を受賞。
2023年1月16日公式Twitterアカウントを開設、2022年度第31回からは放送後に放送内容を振り返る企画を開始した。
2023年5月22日に放映された「独ソ戦 地獄の戦場」で一部誤った表現が放送され、6月13日に訂正を行った。これらの表現については外部から指摘があり、NHKは番組公式サイトで「確認が不十分で、申し訳ありませんでした」と謝罪した上で、関係する箇所の映像を使用した5月25日および5月31日付のツイートも削除した。

## 出演
（a） - NHK放送センターアナウンサー

### パイロット版
- MC：佐藤健、神木隆之介
- 進行役：井上あさひ（a）
- 語り：林原めぐみ

### レギュラー版
- 語り：山田孝之・山根基世（2022年度）[15]、糸井羊司（a）・伊東敏恵（a）（2023年度 - ）[287]
- 解説音声：再放送のみ。川上まり（2025年度 - ）
- 音楽：加古隆[15]

### 2022年12月特番
- 語り：糸井羊司（a）[288]

#### 声の出演
当初は81プロデュースのみの表示であったが、第14回から声優の氏名のみが表示されるようになった。
※丸括弧内は出演の回。
※一つの年度を一シリーズとして表記。
| - 逢坂力（1.16、1.25） - 伊藤ちゆり（1.08） - 石井未紗（2.09） - 糸博（1.28、2.14、2.16、2.21） - 宇垣秀成（1.17、1.18、1.19、1.22、1.25、1.28、2.01、2.05、2.06、2.23、2.25、2.29） - 内野孝聡（2.27） - 梅津秀行（2.19、2.20、2.26） - 小田柿悠太（1.23、1.28、2.06 - 2.08、2.12、2.特） - 尾田木美衣（2.30） - 大井麻利衣（1.26、2.15） - 岡本幸輔（2.29） - 樫井笙人（1.20、1.24、1.特、1.27、1.31、2.01、2.07、2.13、2.17、2.20、2.特、2.25、2.27、2.28、2.30） - 勝生真沙子（2.02） - 金光宣明（1.13、1.14、1.17、1.20、1.23、1.29‒32、2.02、2.04-2.06、2.10、2.11、2.19、2.20、2.26、2.28） - 川島得愛（2.09、2.特） - 川野剛稔（1.20、2.09、2.特） - 神尾晋一郎（2.21、2.24、2.26） - 河本邦弘（1.18、1.25、2.06、2.22、2.24、2.25） - 木暮晃石（2.08） - 小林希唯（1.26） - 小林優子（1.31） - 玄田哲章（1.16、1.18、1.21、1.23、1.25、1.29、2.02、2.06、2.10、2.11、2.13、2.21、2.25、2.28、2.30） - 香坂侑（2.特） - 幸田夏穂（1.12、1.14、1.18、1.19、1.22、1.23、1.25、1.26、1.特、1.32、2.01、2.03、2.05、2.07、2.11、2.13、2.15、2.16、2.18-2.20、2.特、2.24、2.26、2.28-2.30） | - 酒井敬幸（2.14、2.24、2.26、2.29） - 酒巻光宏（1.14、1.22、1.24、1.29、2.04、2.10、2.12、2.17、2.22、2.23、2.27） - 佐々木啓夫（1.21、2.02、2.16、2.18、2.20、2.28、2.29） - 鈴木琢磨（1.27、2.11、2.14） - 関山美沙紀（1.26、1.特、2.26） - 宗矢樹頼（1.13、1.16、1.19、1.21、1.22、1.28、1.30、2.03、2.06、2.12、2.14、2.15、2.17、2.18、2.20） - 園部啓一（1.17、1.31、2.03、2.17、2.18、2.21、2.28） - 恒松あゆみ（1.32） - 堂坂晃三（1.特、2.07、2.16） - 根本圭子（2.08） - 土田大（2.13） - 德石勝大（1.22、2.特、2.27） - 原島梢（2.05） - 久嶋志帆（1.12、2.06、2.11、2.17、2.20、2.28） - 松岡洋子（1.12、1.26） - 三木眞一郎（1.特） - 三宅健太（2.02、2.16、2.24） - 三宅貴大（1.10、1.13、1.14、1.16、1.20、1.21、1.22、1.24、1.特、1.27‒29、1.32、2.01、2.03、2.04、2.08、2.09、2.11、2.12、2.14、2.16、2.18、2.22、2.特、2.25、2.26、2.28） - 森田了介（2.04、2.23、2.30） - 山田栄子（1.27） - 山崎健太郎（1.30） - 祐仙勇（1.19、1.30、2.05、2.17、2.18、2.21、2.22、2.26、2.27） - 米内佑希（2.特） - 和久田み晴（1.26） |

## サウンドトラック
| 全作詞・作曲・編曲: 加古隆。 |                                           |        |            |
| #                            | タイトル                                  | 作詞   | 作曲・編曲 |
| 1.                           | 「グラン・ボヤージュ」                    | 加古隆 | 加古隆     |
| 2.                           | 「パリは燃えているか」                    | 加古隆 | 加古隆     |
| 3.                           | 「風のリフレイン」                        | 加古隆 | 加古隆     |
| 4.                           | 「ザ・サードワールド（Violin & Guitar）」 | 加古隆 | 加古隆     |
| 5.                           | 「神のパッサカリア」                      | 加古隆 | 加古隆     |
| 6.                           | 「グラン・ボヤージュ（Violin & Piano）」  | 加古隆 | 加古隆     |
| 7.                           | 「パリは燃えているか（Jazz Quintet）」    | 加古隆 | 加古隆     |
| 8.                           | 「機械工場」                              | 加古隆 | 加古隆     |
| 9.                           | 「トルストイの手紙」                      | 加古隆 | 加古隆     |
| 10.                          | 「シネマトグラフ」                        | 加古隆 | 加古隆     |
| 11.                          | 「マネーは踊る」                          | 加古隆 | 加古隆     |
| 12.                          | 「時の刻印」                              | 加古隆 | 加古隆     |
| 13.                          | 「神のパッサカリア（Synthesizer）」       | 加古隆 | 加古隆     |
| 14.                          | 「風のリフレイン（Piano & Strings）」     | 加古隆 | 加古隆     |
| 15.                          | 「未来世紀」                              | 加古隆 | 加古隆     |
| 16.                          | 「ザ・サード・ワールド」                  | 加古隆 | 加古隆     |
| 17.                          | 「睡蓮のアトリエ」                        | 加古隆 | 加古隆     |
| 18.                          | 「愛と憎しみの果てに」                    | 加古隆 | 加古隆     |
| 19.                          | 「パリは燃えているか（Piano Solo）」      | 加古隆 | 加古隆     |

## 受賞
| 年   | 賞                                | 部門                         | 受賞者                                | 結果    | Ref.            |
| ---- | --------------------------------- | ---------------------------- | ------------------------------------- | ------- | --------------- |
| 2022 | ギャラクシー賞                    | 2022年4月度月間賞            | 第1 - 4回                             | 受賞    | [ 290 ]         |
| 2022 | 第70回菊池寛賞                    |                              | NHK「映像の世紀バタフライエフェクト」 | 受賞    | [ 291 ]         |
| 2022 | ギャラクシー賞                    | 2022年4月度 - 月間ノミネート | 4月度                                 | 得票3位 | [ 293 ]         |
| 2022 | ギャラクシー賞                    | 2022年9月度 - 月間ノミネート | 映像プロパガンダ戦 嘘と嘘の激突       | 得票1位 | [ 294 ]         |
| 2023 | 第60回（2022年度） ギャラクシー賞 | テレビ部門                   | 映像の世紀バタフライエフェクト        | 特別賞  | [ 295 ] [ 296 ] |
| 2023 | 第60回（2022年度） ギャラクシー賞 | テレビ部門                   | 映像の世紀バタフライエフェクト        | 奨励賞  | [ 295 ] [ 296 ] |